# 慕努三米
慕努三米，马来西亚政治人物，国民阵线国大党党员，曾经于2008年至2013年担任柔佛州议会百万镇州议员。

## 政治生涯
2008年马来西亚大选，代表国阵国大党参加并赢得柔佛州议会百万镇州议席。在2013年马来西亚大选，让路时任巴西古当国会议员卡立诺丁。